# 더 호손스
더 호손스(The Hawthorns)는 잉글랜드의 전 좌석 축구 전용 경기장이다. 웨스트브로미치에 위치해 있으며 1900년에 개장되어 현재까지 지역 연고팀인 웨스트 브로미치 앨비언 FC의 홈 경기장으로 사용되고 있다. 해발 168미터 지대에 자리잡고 있는 더 호손스는 프리미어리그와 풋볼 리그를 통틀어 가장 높은 고도에 위치해 있는 경기장이다.